# Верхний Затон
Верхний Затон — посёлок в Грибановском районе Воронежской области.
Входит в Большеалабухское сельское поселение.

## География
Посёлок расположен при реке Ворона.

### Улицы
- ул. Лесная.

## Население
| 2010 |
| ---- |
| 18   |